# 克拉斯諾伊爾利亞
48°6′29″N 24°54′18″E / 48.10806°N 24.90500°E

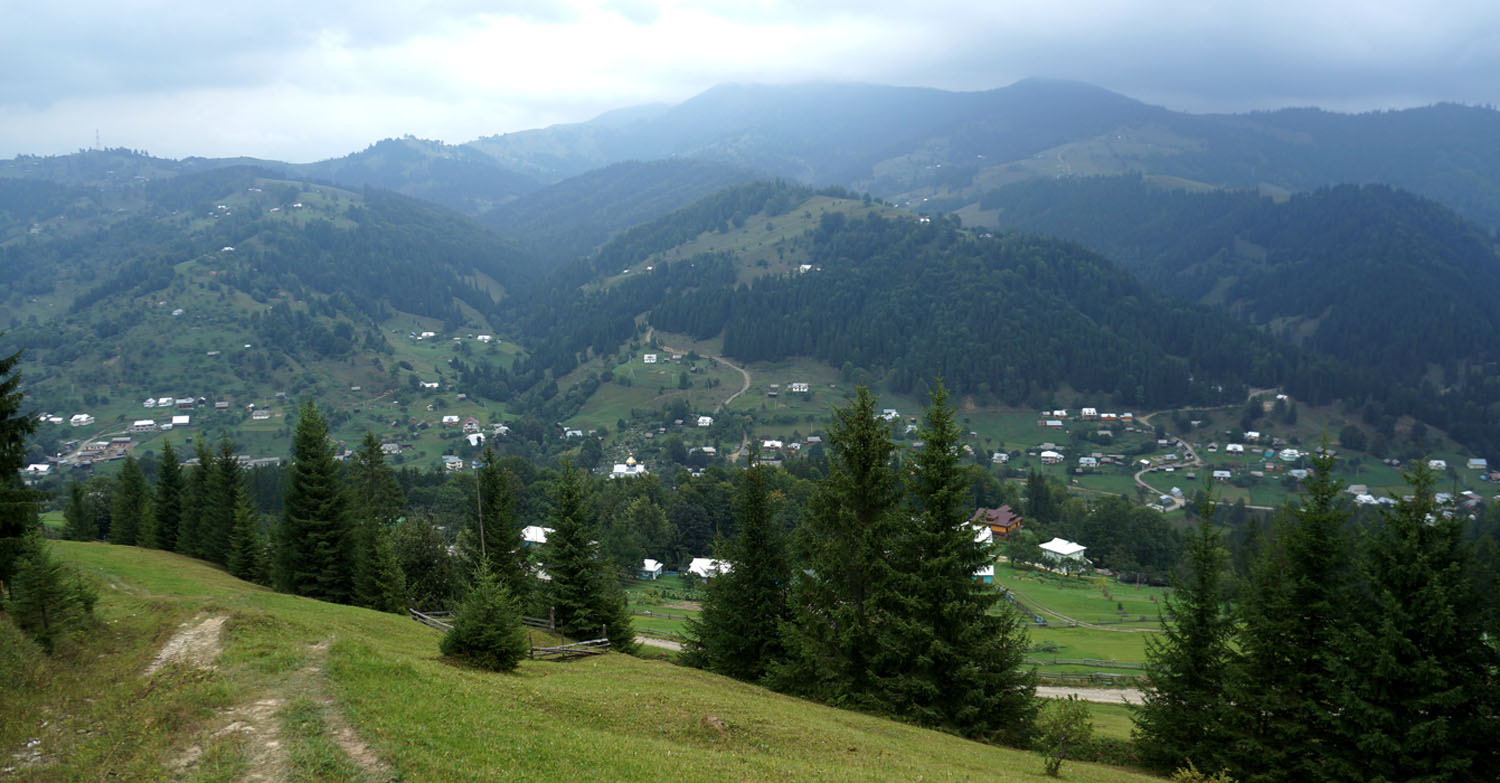

克拉斯諾伊爾利亞（烏克蘭語：Красноїлля），是烏克蘭的村落，位於該國西部伊萬諾-弗蘭科夫斯克州，由韋爾霍維納區負責管轄，始建於1649年，面積18平方公里，2001年人口1,282。